# Kajrakkumská přehradní nádrž
Kajrakkumská přehrada (od roku 2016 oficiálně nazývaná Tádžické moře) je přehradní nádrž v západní části Ferganské doliny na území Tádžikistánu a Uzbekistánu. Má rozlohu 513 km². Je 55 km dlouhá a 20 km široká. Průměrně je hluboká 8,1 m a maximálně 25 m. Má objem 4,2 km³.

## Vodní režim
Vodní nádrž byla vytvořena přehradní hrází Kajrakkumského hydrouzlu na řece Syrdarje. Byla naplněna v letech 1956–58. Úroveň hladiny kolísá v rozsahu 7 m. Reguluje tak sezónní a částečně i dlouhodobé kolísání průtoku.

## Využití
Byla postavena za účelem stálého zavlažování existujících zavlažovaných pozemků a dalšího zavlažování nových zavlažovaných území o celkové ploše 300 000 ha. Je zde rozvinuté rybářství (kapři, chramule, cejni, štiky). Na břehu leží tádžikistánské město Guliston (do roku 2016 Kajrakkum).
Kajrakkumská vodní elektrárna má výkon 126 MW.